# Fran Frey
Francis Christopher „Fran“ Frey (* 23. Dezember 1903 in Indianapolis, Indiana; † 7. Dezember 1962 in Van Nuys, Los Angeles, Kalifornien) war ein US-amerikanischer Jazzsänger, Altsaxophonist, Songwriter, Komponist und Bandleader auf dem Gebiet des frühen Jazz und der Populären Musik.

## Leben und Wirken
Fran Frey begann seine Karriere als Musiker Anfang der 1920er Jahre bei den American Harmonists, die als Hausband im Colonial Theatre in der North Illinois Street von Indianapolis auftraten. Später zog Frey nach New York und wurde Mitglied im Orchester George Olsen, der eine populäre Tanzband in der Charleston-Ära leitete, die auch bei Broadway-Produktionen wie den Ziegfeld Follies mitwirkte.
Mit George Olsen & His Music  entstanden Freys erste Schallplatten-Aufnahmen und Radio-Shows. Frey spielte in der Band Altsaxophon und war auch als Bariton-Sänger auf 26 Seiten mit Olsens Band zu hören, die Mitte bis Ende der 1920er Jahre entstanden sind; „The Varsity Drag“ (1927) wurde ein landesweiter Hit. weitere bekannte Titel des Olsen Orchesters mit Frey waren „Miami (from Big Boy)“ (1925), „Let's Make Up“ (1926), „Big City Blues“, „The Breakaway“ (1926), „Makin’ Whoopee!“, „Because My Baby Don't Mean Maybe Now“, „Ten Little Miles from Town“ (1928), „Seventh Heaven“, „A Garden in the Rain“ (1929), „The Moon Is Low“ (1930) und „All American Girl“ (1931). Frey sang dabei meist im Duo oder im Trio mit Bob Borger und Bob Rice.
Daneben arbeitete Frey als freischaffender Musiker und strebte auch eine Karriere als Solist an. Er war auch als Songwriter tätig und schrieb 1929 zusammen mit Al Bernard und J. Russell Robinson den „Never Gettin' No Place Blues“. Anfang der 1930er Jahre nahm er seinen Song „Crazy People“ auf.
In dieser Zeit trat Frey auch in einem Vokaltrio in der Broadwayshow Good News auf, die über 18 Monate lief. Nachdem die Olsen-Band sich Anfang der 1930er Jahre aufgelöst hatte, arbeitete Frey mit verschiedenen Gruppen, mit denen er Songs einspielte. In den 1930er Jahren nahm er sechs Seiten unter eigenem Namen für Columbia auf („Puddin' Head Jones“) und wirkte als Vokalist bei Aufnahmen von Ben Selvin („Moonstruck“, „Sittin' on a Log Pettin' My Dog“), Bunny Berigan, Lee Wiley (1932), den Boswell Sisters und Victor Young mit; als Altsaxophonist spielte er im Orchester von Leo Reisman. Als Sänger trat er dann in Jack Bennys Radio Show auf. In der Zeit nach dem Zweiten Weltkrieg geriet er als Interpret in Vergessenheit. Er war aber weiterhin im Musikgeschäft tätig: 1959 war er Komponist für die Fernsehserie The Alaskans.
Frey starb 1962 – zwei Wochen vor seinem 59. Geburtstag – an einem Herzanfall in Los Angeles. Er war zuletzt als Komponist bei Columbia Pictures angestellt und schrieb ferner Musik für die jährlich stattfindende Eiskunstlauf-Show Ice Capades. Seine Grabstätte befindet sich auf dem Holy Cross Cemetery in Culver City.